# Brandeis University

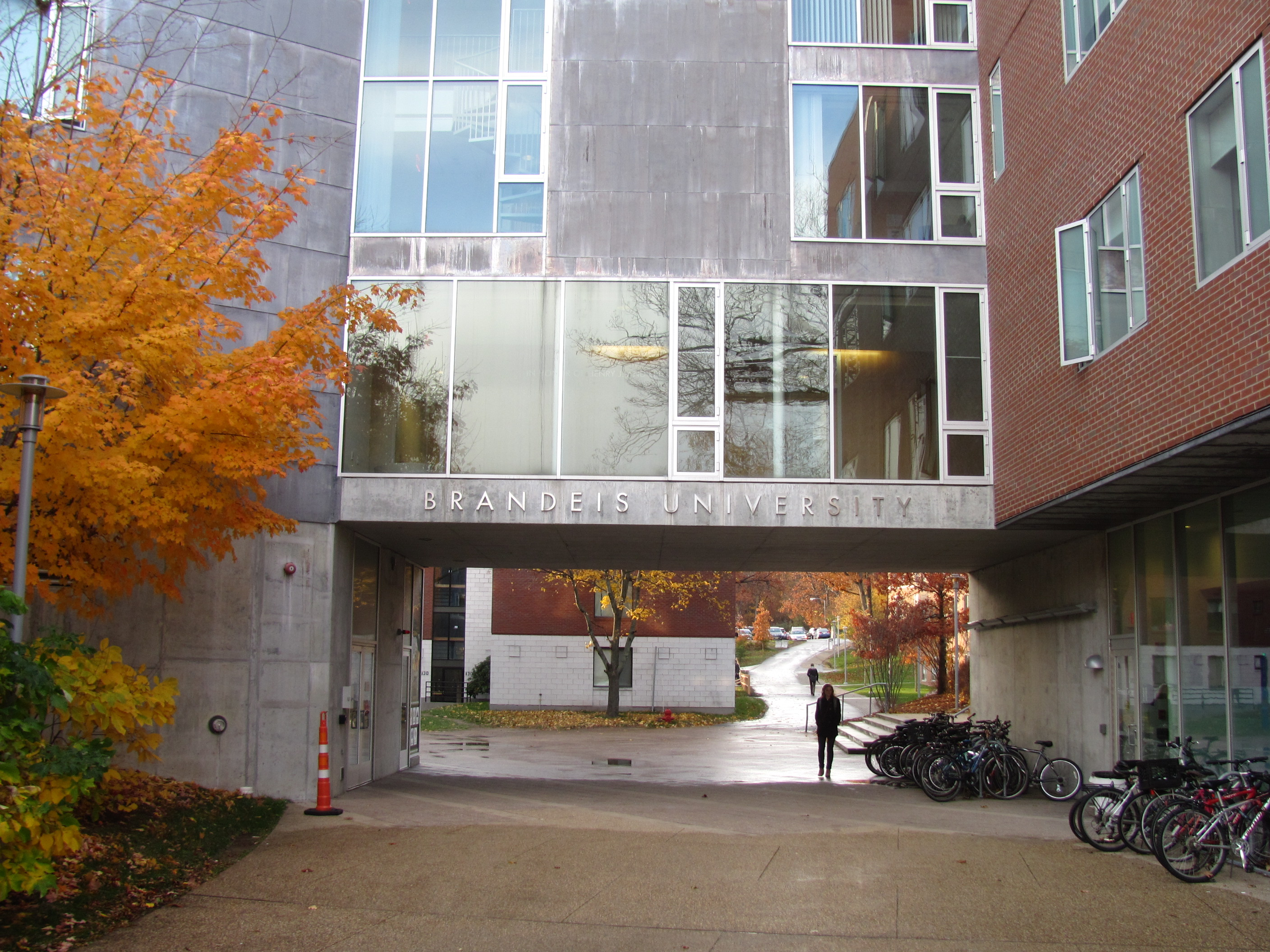
Village Residence Hall

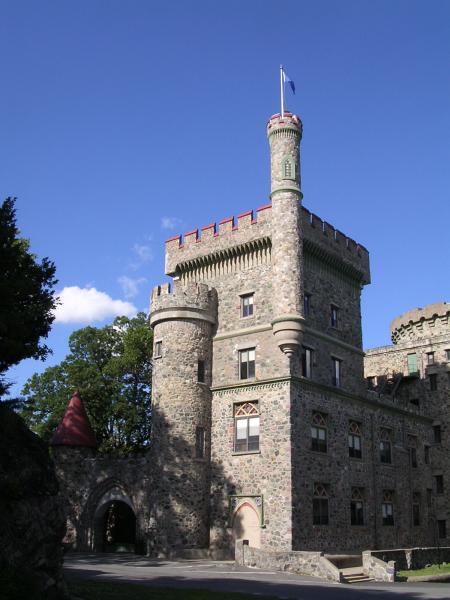
Usen Castle

Die Brandeis University (oder einfach Brandeis) ist eine Privatuniversität in Waltham, im Osten des US-Bundesstaates Massachusetts. Die Hochschule ist seit 1985 Mitglied der Association of American Universities, einem seit 1900 bestehenden Verbund führender forschungsintensiver nordamerikanischer Universitäten.

## Geschichte
Brandeis wurde 1948 als nicht konfessionsgebundene Universität unter der Förderung der amerikanisch-jüdischen Gemeinschaft gegründet. Benannt wurde die Universität nach Louis Brandeis (1856–1941), dem ersten jüdischen Richter am Obersten Gerichtshof der Vereinigten Staaten. Sie steht Studenten aller Nationalitäten, Religionen und politischer Orientierung offen. Noch 2006 waren etwa 50 % der Studenten jüdisch.
Seit 1976 befindet sich an der Brandeis das National Center for Jewish Film, das größte jüdische Filmarchiv außerhalb Israels.
Bis November 2013 bestand eine Partnerschaft mit der arabischen al-Quds-Universität in Jerusalem.

## Fachbereiche
1. Department of Biochemistry
2. Interdepartmental Program in Biological Physics
3. Department of Biology
4. Graduate Program in Biophysics and Structural Biology
5. Brandeis International Business School
6. Department of Chemistry
7. Michtom School of Computer Science
8. Interdepartmental Program in Environmental Studies
9. Graduate Program in Genetic Counseling
10. Heller School for Social Policy and Management
11. Interdepartmental Program in Health: Science, Society and Policy
12. Department of Mathematics
13. Graduate Program in Molecular and Cell Biology
14. Interdepartmental Program in Neuroscience
15. Martin A. Fisher School of Physics
16. Department of Psychology

## Zahlen zu den Studierenden, den Dozenten und zum Vermögen
Im Herbst 2021 waren 5.558 Studierende an der Brandeis University eingeschrieben. Davon strebten 3.591 (64,6 %) ihren ersten Studienabschluss an, sie waren also undergraduates. Von diesen waren 59 % weiblich und 41 % männlich; 17 % bezeichneten sich als asiatisch, 6 % als schwarz/afroamerikanisch, 8 % als Hispanic/Latino, 43 % als weiß und weitere 20 % kamen aus dem Ausland. 1.967 (35,4 %) arbeiteten auf einen weiteren Abschluss hin, sie waren graduates. Es lehrten 544 Dozenten an der Universität, davon 389 in Vollzeit und 155 in Teilzeit.
Im Jahr 2014 waren an der Universität 5.945 Studenten eingeschrieben, 2005 waren es etwa 5000 gewesen.
Der Wert des Stiftungsvermögens der Universität lag 2021 bei 1,286 Mrd. US-Dollar und damit 19,8 % höher als im Jahr 2020, in dem es 1,074 Mrd. US-Dollar betragen hatte. 2008 waren es rund 770 Mio. US-Dollar gewesen.

## Sport
Die Sportteams der Brandeis University nennen sich die Judges. Die Universität ist Mitglied der University Athletic Association.

## Berühmte Absolventen
- Kathy Acker (1947–1997) – Schriftstellerin
- Mitch Albom (* 1958) – Journalist und Schriftsteller
- Elliot Aronson (* 1932) – Psychologe
- Alvaro Cordero (* 1954) – Komponist und Musikpädagoge
- Tyne Daly (* 1946) – Schauspielerin
- Loretta Devine (* 1949) – Schauspielerin
- Thomas L. Friedman (* 1953) – Journalist und dreifacher Pulitzer-Preisträger
- Tony Goldwyn (* 1960) – Schauspieler, Regisseur und Filmproduzent
- Debra Granik (* 1963) – Filmschaffende
- Geir Hilmar Haarde (* 1951) – Premierminister von Island
- Jeffrey Herf (* 1947) – Historiker
- Dorothy Iannone (1933–2022) – Künstlerin
- Laura Janner-Klausner (* 1963), Oberrabbinerin des Reformjudentums im Vereinigten Königreich
- Ha Jin (* 1956) – Autor und Gewinner des PEN/Faulkner Awards
- Marta Kauffman (* 1956) – Produzentin von Friends
- Leslie Lamport (* 1941) – Informatiker und Entwickler von LaTeX
- Deborah Lipstadt (* 1947) – Historikerin
- George Loewenstein (* 1955) – Verhaltensökonom
- Peter Ludes (* 1950) – Kommunikationswissenschaftler
- Roderick MacKinnon (* 1956) – Biochemiker und Mediziner, Nobelpreis für Chemie (2003)
- Gates McFadden (* 1949) – Schauspielerin
- David Oshinsky (* 1944) – Historiker, Pulitzer-Preis für Geschichte (2006)
- Lewis Porter (* 1951) – Autor, Musiker, Musikwissenschaftler
- Michael Rosen (* 1938) – Mathematiker
- Joseph Ruben (* 1950) – Drehbuchautor und Regisseur
- Dimitrij Rupel (* 1946) – erster Außenminister Sloweniens
- Michael Sandel (* 1953) – Philosoph
- Simon Sinek (* 1973) – Autor und Unternehmensberater
- Michael Walzer (* 1935) – Philosoph
- William A. Ward (1928–1996) – Ägyptologe
- Julie Weiss (* 1947) – Kostümbildnerin
- Edward Witten (* 1951) – Theoretischer Physiker, Mathematiker (Gewinner der Fields-Medaille)[7]

## Auszeichnungen
Das Rosenstiel Basic Medical Sciences Research Center an der Brandeis vergibt jährlich die Wissenschaftspreise Gabbay Award und Rosenstiel Award.
Ellsworth Kelly ist Träger des Brandeis Creative Arts Award der Brandeis University (1963).